# Lista de municípios fronteiriços do Brasil por PIB

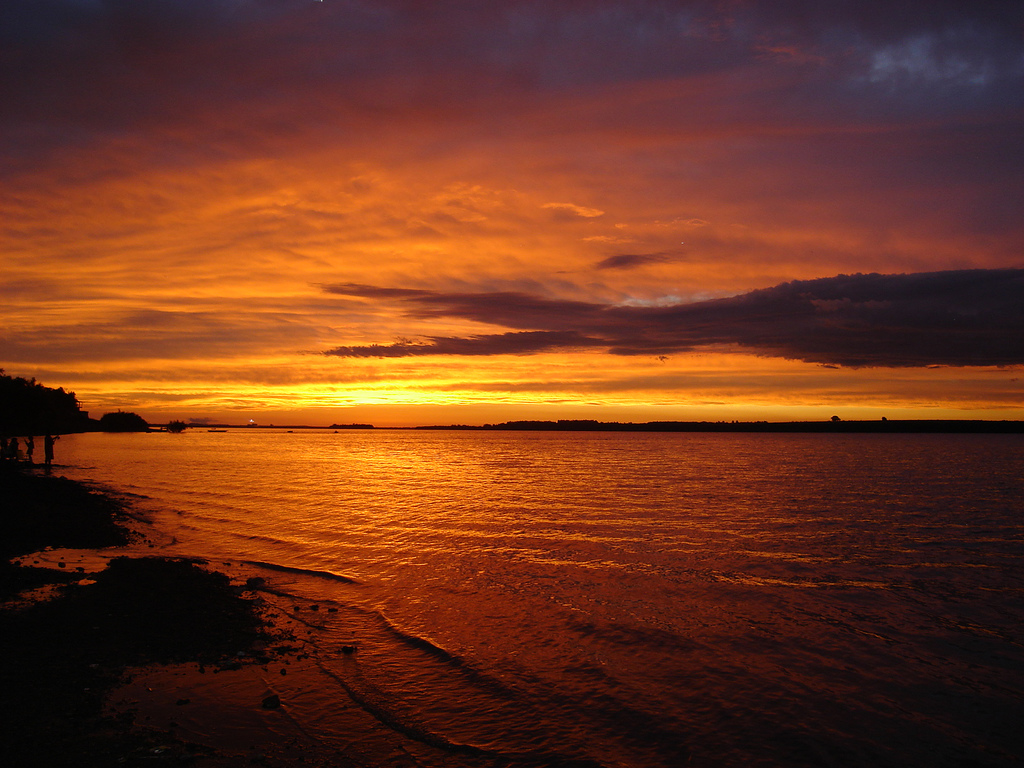
Uruguaiana, cidade do estado do Rio Grande do Sul, é a quarta cidade fronteiriça mais rica do Brasil.

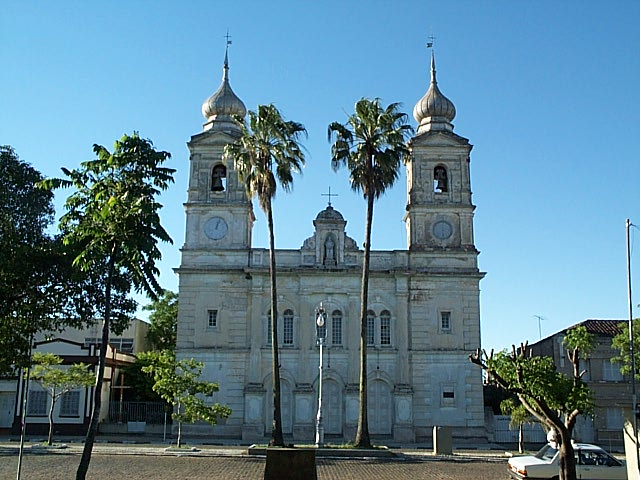
Bagé, segunda cidade fronteiriça mais rica do estado do Rio Grande do Sul e a quinta cidade fronteiriça mais rica do Brasil.

Este anexo contém uma lista de Produto Interno Bruto (PIB) municipais fronteiriço do Brasil. A lista é ocupada pelos maiores municípios fronteiriços do Brasil em relação ao Produto Interno Bruto (PIB) a preços correntes em 2011, segundo o Instituto Brasileiro de Geografia e Estatística (IBGE).
A cidade fronteiriça mais rica do Brasil é Porto Velho , capital de Rondônia (e única capital de estado presente na lista, que aparece em negrito), com PIB de aproximadamente 10 bilhões de reais e em seguida vêm Foz do Iguaçu, com mais de 7 bilhões. Corumbá (MS) e Uruguaiana (RS) vem em seguida na terceira e quarta colocação respectivamente com PIBs de mais de R$ 2,5 bi cada. O estado com mais presenças de cidades na lista é o Rio Grande do Sul, o mais rico também em números absolutos. Abaixo a relação de todos os PIBs municipais fronteiriços do Brasil.

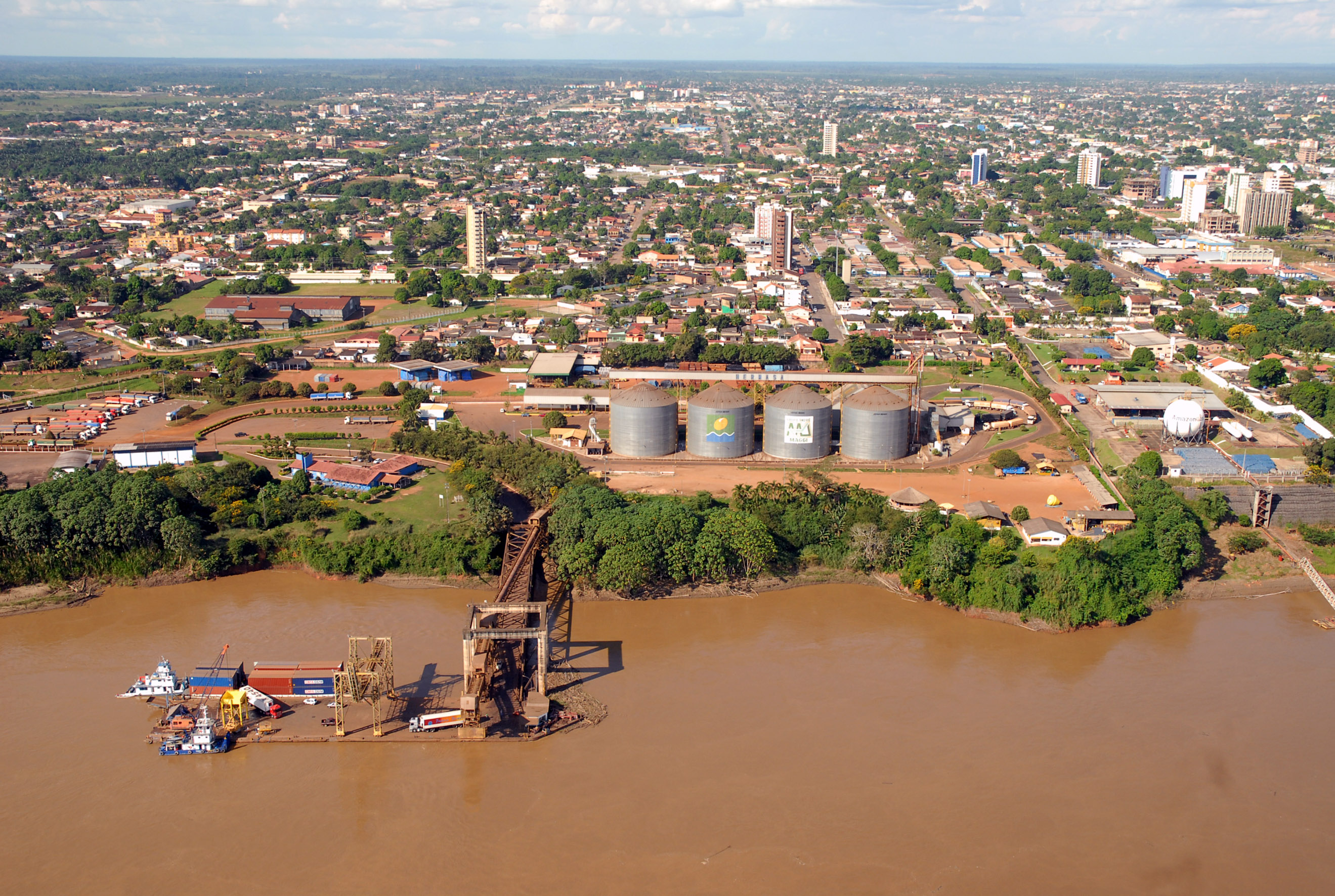
Porto Velho, capital do estado de Rondônia, é a cidade fronteiriça mais rica do Brasil

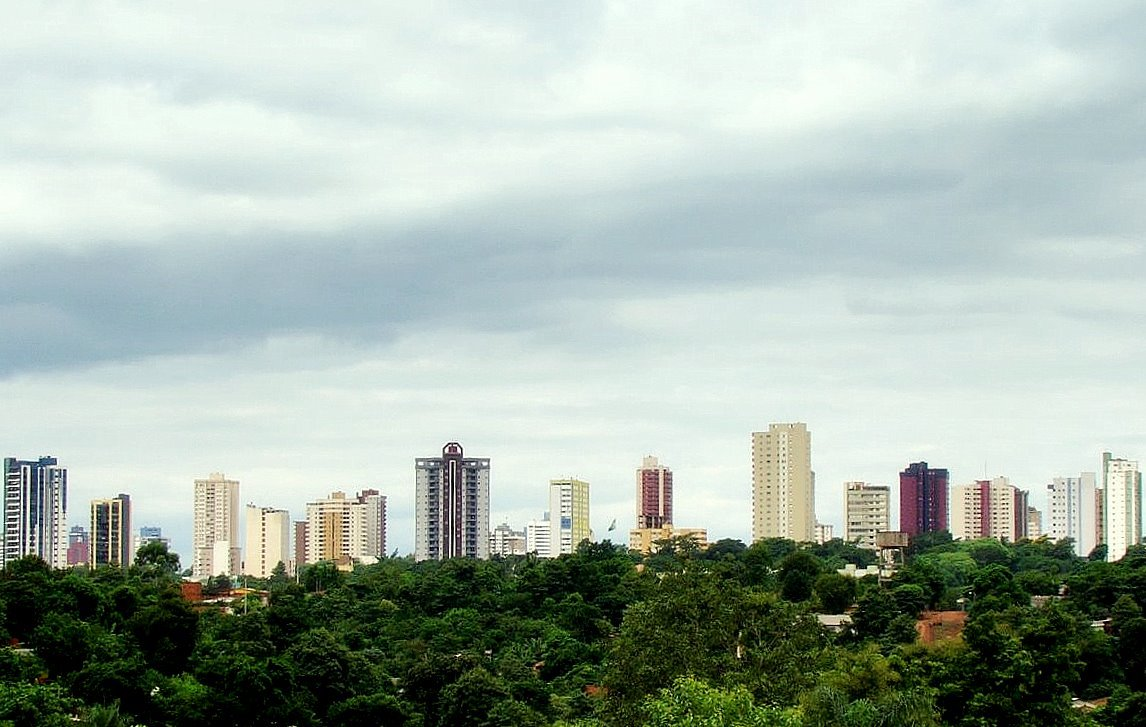
Foz do Iguaçu, cidade do estado do Paraná, é a segunda cidade fronteiriça mais rica do Brasil.

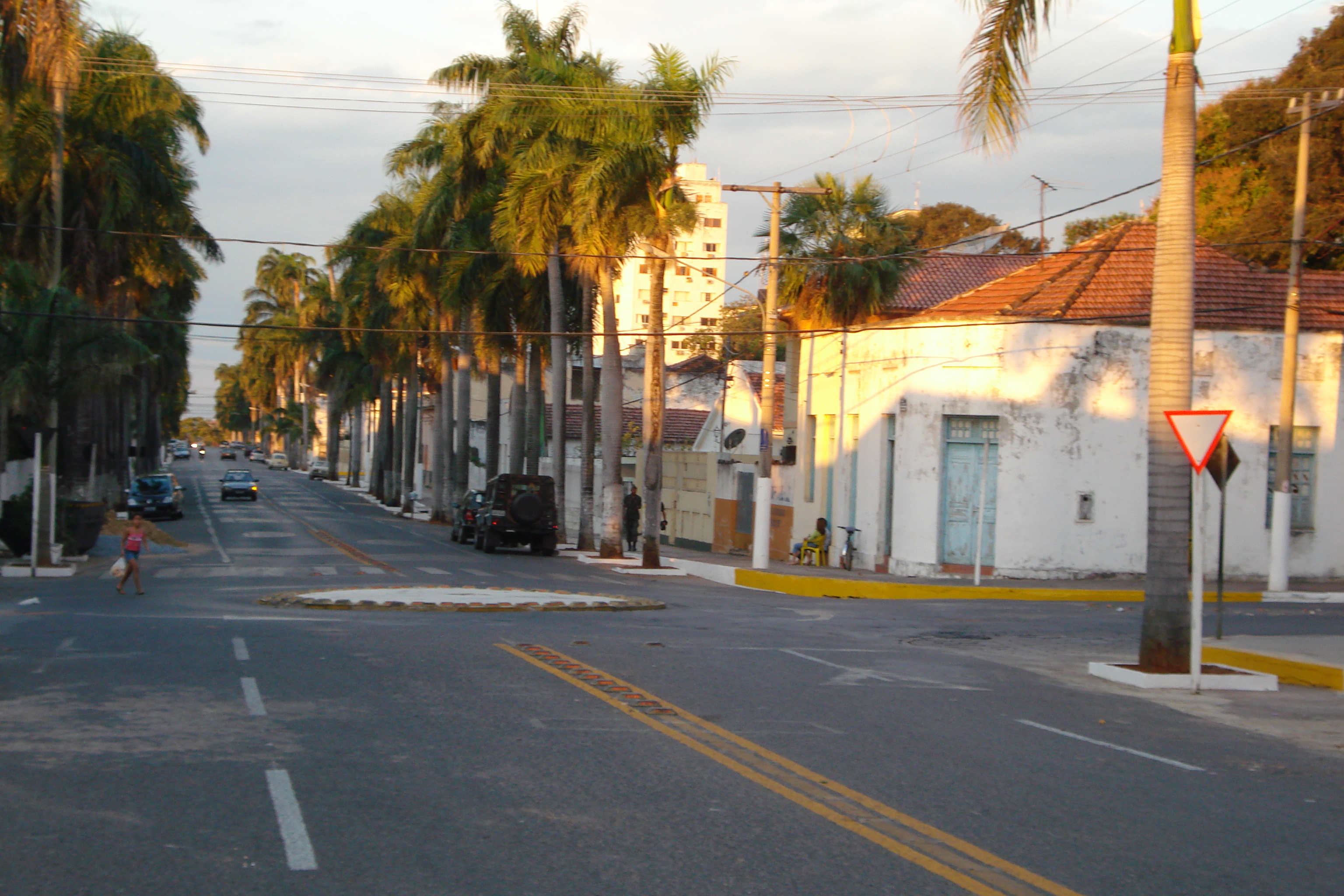
Corumbá, maior cidade pantaneira, é a terceira cidade fronteiriça mais rica do Brasil.

| Posição | Município                        | Estado             | PIB (R$)      |
| ------- | -------------------------------- | ------------------ | ------------- |
| 1       | Porto Velho                      | Rondônia           | 9 492 315 295 |
| 2       | Foz do Iguaçu                    | Paraná             | 7 633 466 572 |
| 3       | Corumbá                          | Mato Grosso do Sul | 3 602 829 508 |
| 4       | Uruguaiana                       | Rio Grande do Sul  | 2 673 843 876 |
| 5       | Bagé                             | Rio Grande do Sul  | 1 464 443 694 |
| 6       | Oriximiná                        | Pará               | 1 332 624 268 |
| 7       | São Borja                        | Rio Grande do Sul  | 1 328 569 967 |
| 8       | Ponta Porã                       | Mato Grosso do Sul | 1 176 539 721 |
| 9       | Marechal Rondon                  | Paraná             | 1 163 608 805 |
| 10      | Sant'Ana do Livramento           | Rio Grande do Sul  | 1 046 648 362 |
| 11      | Cáceres                          | Mato Grosso        | 1 007 177 977 |
| 12      | Itaqui                           | Rio Grande do Sul  | 833 446 314   |
| 13      | Cruzeiro do Sul                  | Acre               | 832 695 891   |
| 14      | Guajará-Mirim                    | Rondônia           | 830 785 882   |
| 15      | Dom Pedrito                      | Rio Grande do Sul  | 729 214 488   |
| 16      | São Miguel do Iguaçu             | Paraná             | 581 970 420   |
| 17      | Itapiranga                       | Santa Catarina     | 550 283 288   |
| 18      | Santa Vitória do Palmar          | Rio Grande do Sul  | 510 820 133   |
| 19      | Guaíra                           | Paraná             | 463 811 657   |
| 20      | Almeirim                         | Pará               | 438 991 362   |
| 21      | Santa Helena                     | Paraná             | 417 361 088   |
| 22      | Jaguarão                         | Rio Grande do Sul  | 412 991 831   |
| 23      | São Francisco do Guaporé         | Rondônia           | 402 908 139   |
| 24      | Laranjal do Jari                 | Amapá              | 402 607 191   |
| 25      | Sena Madureira                   | Acre               | 358 187 637   |
| 26      | Alta Floresta D'Oeste            | Rondônia           | 349 876 793   |
| 27      | Dionísio Cerqueira               | Santa Catarina     | 334 889 720   |
| 28      | Poconé                           | Mato Grosso        | 329 529 608   |
| 29      | Capanema                         | Paraná             | 312 634 860   |
| 30      | Comodoro                         | Mato Grosso        | 302 570 262   |
| 31      | Vila Bela da Santíssima Trindade | Mato Grosso        | 300 601 763   |
| 32      | Nova Mamoré                      | Rondônia           | 293 273 077   |
| 33      | Quaraí                           | Rio Grande do Sul  | 277 370 858   |
| 34      | Bela Vista                       | Mato Grosso do Sul | 275 967 868   |
| 35      | Feijó                            | Acre               | 273 359 431   |
| 36      | Oiapoque                         | Amapá              | 264 592 479   |
| 37      | Tabatinga                        | Amazonas           | 263 428 743   |
| 38      | São José do Cedro                | Santa Catarina     | 262 914 780   |
| 39      | Mundo Novo                       | Mato Grosso do Sul | 250 991 369   |
| 40      | Brasiléia                        | Acre               | 245 502 905   |
| 41      | Aral Moreira                     | Mato Grosso do Sul | 241 952 917   |
| 42      | Óbidos                           | Pará               | 239 566 278   |
| 43      | Plácido de Castro                | Acre               | 237 049 211   |
| 44      | Porto Murtinho                   | Mato Grosso do Sul | 233 254 566   |
| 45      | Antônio João                     | Mato Grosso do Sul | 219 797 626   |
| 46      | Santo Antônio do Sudoeste        | Paraná             | 215 460 754   |
| 47      | Caracaraí                        | Roraima            | 207 848 065   |
| 48      | Crissiumal                       | Rio Grande do Sul  | 202 895 626   |
| 49      | São Gabriel da Cachoeira         | Amazonas           | 192 341 601   |
| 50      | Acrelândia                       | Acre               | 191 112 637   |
| 51      | Alto Alegre dos Parecis          | Rondônia           | 176 650 592   |
| 52      | Benjamin Constant                | Amazonas           | 176 243 496   |
| 53      | Rodrigues Alves                  | Acre               | 174 162 682   |
| 54      | Chuí                             | Rio Grande do Sul  | 172 934 258   |
| 55      | Alto Alegre                      | Roraima            | 172 703 998   |
| 56      | Planalto                         | Paraná             | 170 412 140   |
| 57      | Guaraciaba                       | Santa Catarina     | 170 219 507   |
| 58      | Itaipulândia                     | Paraná             | 165 708 967   |
| 59      | Epitaciolândia                   | Acre               | 162 738 346   |
| 60      | Capixaba                         | Acre               | 154 448 427   |
| 61      | Costa Marques                    | Rondônia           | 151 365 605   |
| 62      | Barracão                         | Paraná             | 141 239 497   |
| 63      | Mâncio Lima                      | Acre               | 140 650 697   |
| 64      | Porto Esperidião                 | Mato Grosso        | 139 454 667   |
| 65      | Porto Xavier                     | Rio Grande do Sul  | 134 532 181   |
| 66      | Bonfim                           | Roraima            | 134 080 630   |
| 67      | Pimenteiras do Oeste             | Rondônia           | 134 073 763   |
| 68      | Aceguá                           | Rio Grande do Sul  | 128 594 458   |
| 69      | Pacaraima                        | Roraima            | 117 771 235   |
| 70      | Cabixi                           | Rondônia           | 117 418 847   |
| 71      | Sete Quedas                      | Mato Grosso do Sul | 115 422 609   |
| 72      | Doutor Maurício Cardoso          | Rio Grande do Sul  | 112 622 777   |
| 73      | Marechal Thaumaturgo             | Acre               | 112 346 481   |
| 74      | Coronel Sapucaia                 | Mato Grosso do Sul | 111 961 342   |
| 75      | Barcelos                         | Amazonas           | 111 895 294   |
| 76      | Santo Antônio do Içá             | Amazonas           | 111 196 747   |
| 77      | Roque Gonzales                   | Rio Grande do Sul  | 108 249 753   |
| 78      | Garruchos                        | Rio Grande do Sul  | 108 161 293   |
| 79      | Entre Rios do Oeste              | Paraná             | 108 022 383   |
| 80      | Pranchita                        | Paraná             | 106 073 123   |
| 81      | Mercedes                         | Paraná             | 102 236 108   |
| 82      | Barra do Quaraí                  | Rio Grande do Sul  | 101 384 428   |
| 83      | Amajari                          | Roraima            | 99 351 780    |
| 84      | Normandia                        | Roraima            | 95 895 741    |
| 85      | Paranhos                         | Mato Grosso do Sul | 93 464 276    |
| 86      | Iracema                          | Roraima            | 93 025 133    |
| 87      | Caroebe                          | Roraima            | 92 126 686    |
| 88      | Serranópolis do Iguaçu           | Paraná             | 90 820 950    |
| 89      | Santa Isabel do Rio Negro        | Amazonas           | 86 495 823    |
| 90      | Tiradentes do Sul                | Rio Grande do Sul  | 83 140 852    |
| 91      | Pérola d'Oeste                   | Paraná             | 79 509 721    |
| 92      | Caracol                          | Mato Grosso do Sul | 78 951 452    |
| 93      | Tunápolis                        | Santa Catarina     | 78 913 329    |
| 94      | Alecrim                          | Rio Grande do Sul  | 77 591 061    |
| 95      | Porto Walter                     | Acre               | 76 284 956    |
| 96      | Herval                           | Rio Grande do Sul  | 75 980 421    |
| 97      | São Nicolau                      | Rio Grande do Sul  | 76 032 603    |
| 98      | Atalaia do Norte                 | Amazonas           | 74 377 014    |
| 99      | Pato Bragado                     | Paraná             | 72 871 879    |
| 100     | Manoel Urbano                    | Acre               | 72 622 815    |
| 101     | Guajará                          | Amazonas           | 72 172 945    |
| 102     | Porto Lucena                     | Rio Grande do Sul  | 71 662 140    |
| 103     | Uiramutã                         | Roraima            | 70 953 080    |
| 104     | Novo Machado                     | Rio Grande do Sul  | 69 247 305    |
| 105     | Assis Brasil                     | Acre               | 60 782 652    |
| 106     | Derrubadas                       | Rio Grande do Sul  | 55 329 797    |
| 107     | Paraíso                          | Santa Catarina     | 53 856 995    |
| 108     | Esperança do Sul                 | Rio Grande do Sul  | 53 295 433    |
| 109     | Jordão                           | Acre               | 52 945 225    |
| 110     | Japorã                           | Mato Grosso do Sul | 51 008 811    |
| 111     | Pedras Altas                     | Rio Grande do Sul  | 50 815 298    |
| 112     | Santa Helena                     | Santa Catarina     | 45 586 472    |
| 113     | Japurá                           | Amazonas           | 43 091 326    |
| 114     | Bom Jesus do Sul                 | Paraná             | 42 555 128    |
| 115     | Bandeirante                      | Santa Catarina     | 39 939 400    |
| 116     | Princesa                         | Santa Catarina     | 38 979 929    |
| 117     | Pirapó                           | Rio Grande do Sul  | 38 938 917    |
| 118     | Belmonte                         | Santa Catarina     | 37 425 179    |
| 119     | Porto Mauá                       | Rio Grande do Sul  | 36 316 859    |
| 120     | Santa Rosa do Purus              | Acre               | 36 240 216    |
| 121     | Porto Vera Cruz                  | Rio Grande do Sul  | 25 853 881    |